# Chodes
Chodes – gmina w Hiszpanii, w prowincji Saragossa, w Aragonii, o powierzchni 15,97 km². W 2011 roku gmina liczyła 147 mieszkańców.